# Concepción Sánchez-Pedreño
Concepción Sánchez-Pedreño Martínez (Murcia, 22 de enero de 1929-10 de agosto de 2022) fue una química española y la primera decana de una facultad de Química en España.

## Trayectoria
En 1952, Sánchez-Pedreño se licenció en Ciencias Químicas en la Universidad de Murcia (UMU), con Premio Extraordinario, donde fue discípula del profesor Francisco Sierra Jiménez. En 1957, se doctoró también con premio extraordinario. En 1970, se convirtió en la primera mujer Catedrática de la Universidad de La Laguna (ULL). En 1977, se convirtió en la primera mujer en alcanzar el decanato de una facultad de Química en España, ejerciendo esa función hasta 1979 en la Universidad de Murcia.
A la vanguardia de la investigación en su campo, Sánchez-Pedreño progresó desde los estudios pioneros sobre indicadores de adsorción hasta los avances en fotoquímica, metodología en continuo y métodos electroanalíticos. Su trabajo culminó en el desarrollo de sensores químicos.
Evaluó proyectos de investigación de la Comisión Interministerial de Ciencia y Tecnología, Comisión Asesora de Investigación Científica y Técnica y Agencia Iberoamericana para la Difusión de la Ciencia y la Tecnología. Publicó más de 200 artículos de investigación en revistas especializadas nacionales e internacionales, como Analytical Chemistry. También fue editora de la revista científica de Química Analítica tras su refundación en 1982.

## Reconocimientos
En 1972, la Asociación de la Prensa de Murcia otorgó a Sánchez-Pedreño el Laurel de Murcia de Investigación, un reconocimiento que se realiza desde 1962 a quienes contribuyen en la sociedad en diversos ámbitos. También recibió el premio José Loustau a los valores humanos. En 1979, recibió la Medalla de Química de la Real Sociedad Española de Química. Esta distinción valora la trayectoria científica de excelencia con atención a su singularidad, visibilidad internacional y liderazgo actual en la disciplina, reconociendo a miembros con trayectorias científicas brillantes y sostenidas en el tiempo.
Entre 1999 y 2006, fue Catedrática Emérita de Química Analítica de la Universidad de Murcia, una distinción honorífica que se otorga  al profesorado jubilado con una trayectoria docente destacada. En 2006, fue nombrada también Académica de Honor por la Academia de Ciencias de la Región de Murcia.  En 2021, Sánchez-Pedreño fue incluida en el proyecto titulado Observatorio local: mujeres, territorio y memoria del Museo de la Ciudad de Murcia, que acogió en un marco de contribución y reparación integral las memorias olvidadas del colectivo femenino de Murcia.